# 内雷乌·拉莫斯

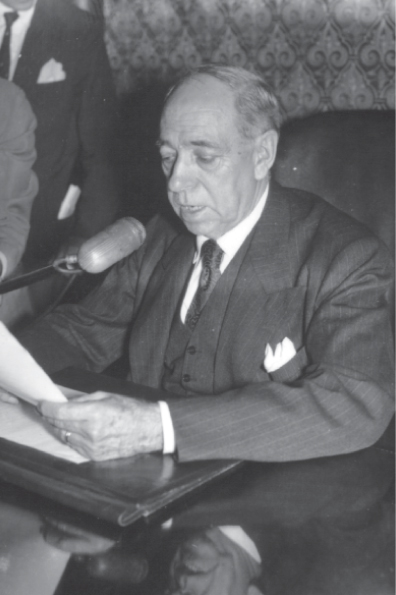
内雷乌·拉莫斯

内雷乌·德·奥利维拉·拉莫斯（Nereu de Oliveira Ramos，1888年9月3日—1958年6月16日），巴西政治人物。拉莫斯是1947年至1951年共和国的副总统。在1954年作为一个代表从圣卡塔琳娜州当选为联邦参议院议员，在第二年他成为参议院的领导人，瓦加斯总统自杀后，经历了几届短暂政府：瓦加斯的继任卡费·菲略因为健康状况不佳很快下台；而众议院的领导人议长卡洛斯·卢斯遭弹劾后，担任总统只有两天。拉莫斯1955年11月11日继任，完成瓦加斯的任期。他任到1956年1月31日儒塞利诺·库比契克宣誓就任总统。1958年6月16日，內雷烏·拉莫斯在阿方索·佩納國際機場附近墜機身亡。